# Peter de Villiers
Peter de Villiers (Paarl, 3 Janeiro 1957) é um treinador de râguebi. 
Actualmente, treina a Seleção Sul-Africana. Entrou na história do râguebi ao ser o primeiro não-branco a comandar a selecção do seu país, substituindo assim Jake White. Antes de assumir este cargo, Peter de Villiers treinava a Selecção Sul-Africana sub-21, onde foi campeão mundial da categoria em 2005.